# Black Moon Empire
Black Moon Empire ist eine Death-Metal-Band aus Gronau. Der Bandname geht auf die anthroposophische Sicht auf das Reich Ahrimans und Luzifers zurück. Neben dem Death Metal finden sich deutliche Black- und Doom-Metal-Einflüsse im Schaffen der Band wieder.

## Geschichte

### Die ersten zwanzig Jahre
Die Band wurde 1998 von Roman Kuhn (Gitarre), Daniel Mittelstädt (Schlagzeug), Roni Tarakci (Gitarre) und Jens Thiele (Gesang) gegründet, nachdem alle Mitglieder in lokalen Szenebands tätig waren. Oftmals entstanden in der westmünsterländischen Metal-Szene derartige Musikprojekte im Dunstkreis der Musikerinitiative Gronau MIG90, die auch Proberäume durch öffentliche Träger zur Verfügung stellte. Kai Thiele (ex-Xternity, ex-Soulcut) ergänzte ab 2003 an der Gitarre. 2013 erschien das Album Sorrowpath, das verstärkt live präsentiert wurde. Black Moon Empire entwickelte sich zu einer messbaren Größe der regionalen Metal-Szene und eröffnete für Bands wie Sabiendas, Supreme Carnage, Martyrund Heretic Warfare. Highlight des Jahres 2012 stellte der gemeinsame Auftritt mit Disbelief und Orden Ogan auf dem Monster Metal Festival in Gronau dar. Trotz des vorhandenen Potentials wurden bewusst keine Ambitionen entwickelt, die Band auf ein professionelleres Niveau zu heben, da alle Bandmitglieder voll berufstätig waren und dieser Zustand beibehalten werden sollte.

### Si Vis Pacem
Lars Schultewolter (Gitarre) stieß 2015 zur Band hinzu. Kai Thiele spielte Bass und übernahm den Gesang. Zuvor standen Sven Stegmann und anschließend Frank Berges (Rotten Casket) am Mikro. Roman Kuhn, auch zeitweise am Bass, fand sich nun wieder an der Gitarre ein. So startete der Songwritingprozess für das Album Si Vis Pacem. 2018 feierte die Band ihr 20-jähriges Bestehen. In diesem Rahmen spielten Black Moon Empire als Vorband für God Dethroned in der Matrix, Bochum. Während der COVID-19-Pandemie sah sich die Band einigen Schwierigkeiten gegenübergestellt. So war es den Nutzern der öffentlichen Proberäume einige Wochen untersagt, diese zu betreten, was die abschließende Veröffentlichung des bereits fertiggestellten Materials immer weiter verzögerte. Der Probebetrieb wurde nach den Lockerungen wieder aufgenommen und die Arbeiten an Si Vis Pacem schritten weiter voran. Das Album erschien ausschließlich in digitaler Form (Bandcamp, Spotify etc.) und entstand in kompletter Eigenregie. Die Online-Distribution erfolgte über den Anbieter TuneCore. Da Kai Thiele sich tiefer in den Gesang einfinden wollte, wurde ein zusätzlicher Bassist gesucht und in Patrick Wiroth (ex-Soulcut) gefunden. Das Album erntete überwiegend positive Kritiken in den Underground-Medien.

Kai Thiele in der Rolle des Frontmanns

### Abyssus
Ab September 2022 folgten lokale Live-Auftritte und Arbeiten an neuem Material begannen. Im Jahr 2023 feierte die Band ihr 25-jähriges Bestehen. Der zum Jahreswechsel 2023/24 erwartete Output verzögerte sich aufgrund widriger Umstände. Zwar wurde im Oktober 2023 mit den Aufnahmen begonnen, jedoch verlor die Band ihren langjährigen, öffentlich bereitgestellten Proberaum kurz nach Abschluss des Drum-Recordings. Anfang Mai 2024 wurden die Aufnahmen für das Album Abyssus abgeschlossen und zum Mixing/Mastering an Konst Fischer (Konst Fischer Mixing) übergeben, der bereits den Aufnahmeprozess begleitete. Ende August 2024 wurden die Arbeiten an Abyssus abgeschlossen.
September 2024 wurden die Audiofiles dem ehemaligen Bassisten Amir Glasche, selbst tätig beim Vinylpresswerk Sounds in Vinyl, zur Produktion einer Kleinauflage zugesandt. Der Release ist zum 11. Oktober 2024 datiert, die digitalen Releases erfolgten einige Tage später.

## Stil
Der musikalische Stil findet sich zum größten Anteil im Death-Metal wieder, wobei ein gewisser Black-Metal-Einfluss ist unverkennbar, jedoch eher hintergründig auszumachen ist. Der Bandname bezieht sich auf den Lebensraum der Götter Luzifer und Ahriman, die achte Sphäre, die Rückseite des Mondes, bzw. das Reich des schwarzen Mondes, aus anthroposophischer Sicht. Die Absichten Luzifers und Ahrimans gegenüber der Menschheit (z. B. beschleunigte Entwicklung vs. Streben nach Herrschaft) bieten allerlei Ableitungsmöglichkeiten zum aktuellen Weltgeschehen. Dieser Ansatz, Luzifer (christl. Diabolus) und Ahriman (christl. Satan) als gegensätzliche Pole mit Jesus Christus als Ausgleich, bzw. Mittelweg, findet sich in einigen Glaubensrichtungen wieder und beschreibt auf der Metaebene letztlich die Dualität des menschlichen Daseins. Dieser Ritt auf der Rasierklinge zwischen hell und dunkel, gut und schlecht und der beiderseitigen Manifestationen wird textlich thematisiert. Dabei dreht es sich oftmals um kriegerische und gewalttätige Aspekte, bzw. deren Auswirkungen auf Mensch, Geist und Natur, wobei keine epochale oder territoriale Einschränkung besteht. So wurde im Song Varus die Varusschlacht thematisiert, während Battlefield, Last Partisan und In Mourning keine spezifischen Bezüge aufweisen, sich aber dennoch mit dem Thema Krieg auseinandersetzen. Eine Beschränkung auf diese Thematik besteht nicht.
Die Band spielt in B-Standard und mit deutlicher Moll-Tendenz. Die Unisono-Spielweise spielt bei tragenden Riffs und Openern eine Rolle, wird jedoch häufig verlassen, was den Songs mehr Vielschichtigkeit verleiht.

## Diskografie

### Alben
- 2013: Sorrowpath
- 2022: Si Vis Pacem
- 2024: Abyssus